# 이은혜 (골프 선수)
이은혜(1982년 8월 13일~)는 대한민국의 골프 선수이다.